# Влукі (Нижньосілезьке воєводство)
Влукі (пол. Włóki, нім. Dreißighuben) — село в Польщі, у гміні Дзержонюв Дзержоньовського повіту Нижньосілезького воєводства.
Населення — 529 осіб (2011).
У 1975-1998 роках село належало до Валбжиського воєводства.

## Демографія
Демографічна структура станом на 31 березня 2011 року:
|          | Загалом | Допрацездатний вік | Працездатний вік | Постпрацездатний вік |
| -------- | ------- | ------------------ | ---------------- | -------------------- |
| Чоловіки | 247     | 52                 | 175              | 20                   |
| Жінки    | 282     | 52                 | 174              | 56                   |
| Разом    | 529     | 104                | 349              | 76                   |